# ذراع العطف

تعديل مصدري - تعديل

ذراع العطف هي إحدى قرى عزلة القارة بمديرية رصد التابعة لمحافظة أبين، بلغ تعداد سكانها 76 نسمة حسب تعداد اليمن لعام 2004.